# Samariscus filipectoralis
Samariscus filipectoralis е вид лъчеперка от семейство Samaridae.

## Разпространение
Видът е разпространен в Китай (Гуандун), Провинции в КНР (Кинмън) и Тайван.